# Hornera elegans
Hornera elegans is een mosdiertjessoort uit de familie van de Horneridae. De wetenschappelijke naam van de soort is voor het eerst geldig gepubliceerd in 1821 door Defrance.